# Azersun Arena
El Azersun Arena (en azerí: Azərsun Arena) también llamado Estadio Tofiq Ismayilov es un estadio de fútbol situado en el municipio de Surakhani en la ciudad de Bakú, Azerbaiyán. El recinto fue inaugurado en 2015 y posee una capacidad de 5,800 asientos, es utilizado por el club Qarabağ Futbol Klubu de la Liga Premier de Azerbaiyán, que se mudó del Estadio Tofiq Bəhramov.

## Historia
En 2012 el magnate de la alimentación del país, Azersun, se hizo cargo del club, y tomó la decisión de construir un nuevo estadio, que fue construido entre agosto de 2013 y agosto de 2015.
El primer partido en el nuevo estadio tuvo lugar el 26 de septiembre de 2015 entre Qarabağ Futbol Klubu y Neftchi Baku (1-1) en el marco de la sexta jornada del campeonato de Azerbaiyán. El primer gol en el estadio lo marcó el jugador paraguayo del Neftchi Éric Ramos en el minuto 61. La primera victoria del Qarabağ en este estadio fue el 17 de octubre de 2015 sobre el Zira FK (4:1).
El Azersun Arena cumple con los criterios de Categoría 3 de la UEFA para competiciones y partidos internacionales de clubes.
El estadio fue uno de las cuatro sedes del Campeonato Europeo Sub-17 de la UEFA 2016, celebrado en Azerbaiyán del 5 al 21 de mayo de 2016. Se jugaron en el estadio seis partidos de la fase de grupos.